# Magyar sportcsatornák listája
Ez a lista a Magyarországon sugárzó sportcsatornákat tartalmazza.

## Jelenleg sugárzó csatornák
| Név                  | Logo                                                                | Tulajdonos                                               | Megjegyzés | Tulajdonolt jogok                                                                     |
| -------------------- | ------------------------------------------------------------------- | -------------------------------------------------------- | --- | ------------------------------------------------------------------------------------- |
| Arena4               |                                                                     | Network4 Csoport                                         | Próbaadása 2020. március 30-án, a hivatalos adás 2020. augusztus 1-jén indult. | Lista                                                                                 |
| Auto Motor Sport     |                                                                     | Motor Presse TV                                          | A csatorna a nap 24 órájában autósporttal, motorsporttal kapcsolatos híreket, információkat sugároz, de a kínálatában megtalálhatók autóipari dokumentumfilmek, autótesztek, az autóipar érdekes figuráit bemutató portréműsorok is. Itthon kizárólag a Direct One kínálatában érhető el. | német nyelvű autós magazinok                                                          |
| Discovery Turbo Xtra |                                                                     | Warner Bros. Discovery                                   | 2016 elején kezdte meg működését Magyarországon, majd 2017 februárjában indult el hivatalosan a Discovery World helyén. | autókkal, és motorokkal kapcsolatos műsorok                                           |
| Eurosport 1          |                                                                     | TF1 Group (1991–2015) Warner Bros. Discovery (2015–)     | Az Eurosport első csatornája. 1996. január 24. óta magyar nyelven sugározza műsorát | Lista                                                                                 |
| Eurosport 2          |                                                                     | TF1 Group (1991–2015) Warner Bros. Discovery (2015–)     | Az Eurosport második csatornája. 2005. január 10-én indult, 2007. július 1. óta magyar nyelven sugározza műsorát (korábban csak a teniszt közvetítették magyarul) | Lista                                                                                 |
| Extreme Sports       |                                                                     | AMC Networks International - UK                          | 1999. május 1-én kezdte meg adását. Extrém sporttal kapcsolatos dokumentumfilmeket és műsorokat vetít. | Extrém sportok                                                                        |
| M4 Sport             |                                                                     | Duna Médiaszolgáltató Zrt. (Közszolgálati Közalapítvány) | Kéthetes promóciós adás után 2015. július 18-án indult el. | A 16 kiemelt magyar sportág eseményei magyar vonatkozású nemzetközi események (Lista) |
| M4 Sport+            |                                                                     | Duna Médiaszolgáltató Zrt. (Közszolgálati Közalapítvány) | 2020. szeptember 12-én indult. A Duna World hétvégi műsorsávján érhető el 14 és 22 óra között. | A 16 kiemelt magyar sportág eseményei magyar vonatkozású nemzetközi események (Lista) |
| Match4               |                                                                     | Network4 Csoport                                         | 2022. augusztus 5-én indult, a DIGI Sport 1 helyén. |                                                                                       |
| Sport 1              |                                                                     | AMC Networks International – Central Europe              | A Sport TV utódja. A csatorna 2000. október 2-án prémium csatornaként indult el a UPC-n és a UPC Directen. 2002 elején változott nem prémium csatornává. | Lista                                                                                 |
| Sport 2              | A Sport TV második csatornája, amely 2004. szeptember 12-én indult. | AMC Networks International – Central Europe              | | Lista                                                                                 |
| Spíler1 TV           |                                                                     | TV2 Média Csoport Zrt.                                   | A csatorna 2016. augusztus 13-án indult Spíler TV néven, 2018. március 1-je óta Spíler1 TV néven sugároz. Nem csak sportok láthatóak benne. | Lista                                                                                 |
| Spíler2 TV           |                                                                     | TV2 Média Csoport Zrt.                                   | 2018. augusztus 11-én indult. Nem csak sportok láthatóak benne. | Lista                                                                                 |

## Megszűnt csatornák
| Név           | Logo | Tulajdonos                                  | Megjegyzés | Működés alatt tulajdonolt jogok           |
| ------------- | ---- | ------------------------------------------- | --- | ----------------------------------------- |
| DIGI Sport 1  |      | Digi                                        | A Digi első sportcsatornája, a DIGI Sport utódja volt. 2022. augusztus 5-én megszűnt, helyét a Match4 vette át.                                               | Lista                                     |
| DIGI Sport 2  |      | Digi                                        | A Digi második sportcsatornája, a Digi Sport Plus utódja volt. 2022. augusztus 5-én megszűnt, helyét a 2020-ban indult Arena4 vette át.                       | Lista                                     |
| DIGI Sport 3  |      | Digi                                        | A Digi harmadik sportcsatornája volt. 2022. augusztus 5-én megszűnt.                                                                                          | Lista                                     |
| HungaroSport  |      |                                             | 1999-ben, indulásának évében megszűnt, tematikájának mai képviselője az M4 Sport.                                                                             | Magyar érdekeltségű sportesemények        |
| Hungary Sport |      | Magyar Labdarúgó-szövetség, RTZ Media Group | 1998. november 6-án indult, miután az MLSZ nem tudta a meglévő csatornák között értékesíteni az NBI közvetítési jogait. 1999-ben a HungaroSport váltotta fel. | 1998–1999-es labdarúgó NBI                |
| Sport M       |      |                                             | 2009. június 5-én indult és 2018. január 8-án megszűnt. | Sport TV magyar érdekeltségű közvetítései |
| Sportklub     |      | Tematik Kábel                               | 2006. január 2-án indult és 2016. április 30-án szűnt meg. | Lista                                     |
| Sportklub+    |      | Tematik Kábel                               | 2007. szeptember 25-én indult a nagyobb siker érdekében. 2009. október 15-én csőd miatt megszűnt.                                                             | Lista                                     |